# 간치역
간치역(Ganchi Station, 艮峙驛)은 대한민국 충청남도 보령시 주산면에 있는 철도역이었다. 한국철도공사가 관할하는 장항선이 지난다. 2007년 6월 1일부터 모든 여객 업무를 중지하여, 여객열차가 무정차 통과한다. 한국중부발전(주) 소속의 전용 철도인 서천화력선이 분기하는 관계로 주로 연탄 화물을 취급하였으나, 2017년 5월 25일부터 해당 노선의 화물열차 운행이 중지되었다.

## 역명 유래
옛날부터 보령시 주산면에서 부여군 홍산면으로 통하는 고개를 간재라고 불렀는데, 이후에 재라는 표현을 한자식으로 고쳐 치(峙)로 바뀐데서 비롯하였다.

## 역사
- 1931년 8월 1일: 보통역으로 영업 개시[1]
- 1982년 4월 23일: 역사 신축 준공
- 1983년: 현 위치로 이설
- 1983년 12월 10일: 간치~동백정 간 전용철도인 서천화력선 개통[2]
- 1990년 1월 1일: 수소화물 취급 중지[3]
- 1995년 10월 23일: 민수용 무연탄 도착취급역 지정[4]
- 1998년 12월 1일 : 장항선 전구간 비둘기호 운행중단
- 1999년 7월: 서천화력선 관광열차 운행 개시
- 2004년 4월 1일 : 장항선 통일호 운행중단
- 2007년 6월 1일: 여객 취급 중지
- 2018년 3월 20일: 서천화력선 폐지[5]
- 2020년 8월 13일 : 폐역 고시[6]
- 2021년 1월 5일 : 장항선 남포 ~ 간치 구간 개량으로 인해 폐역

## 사진

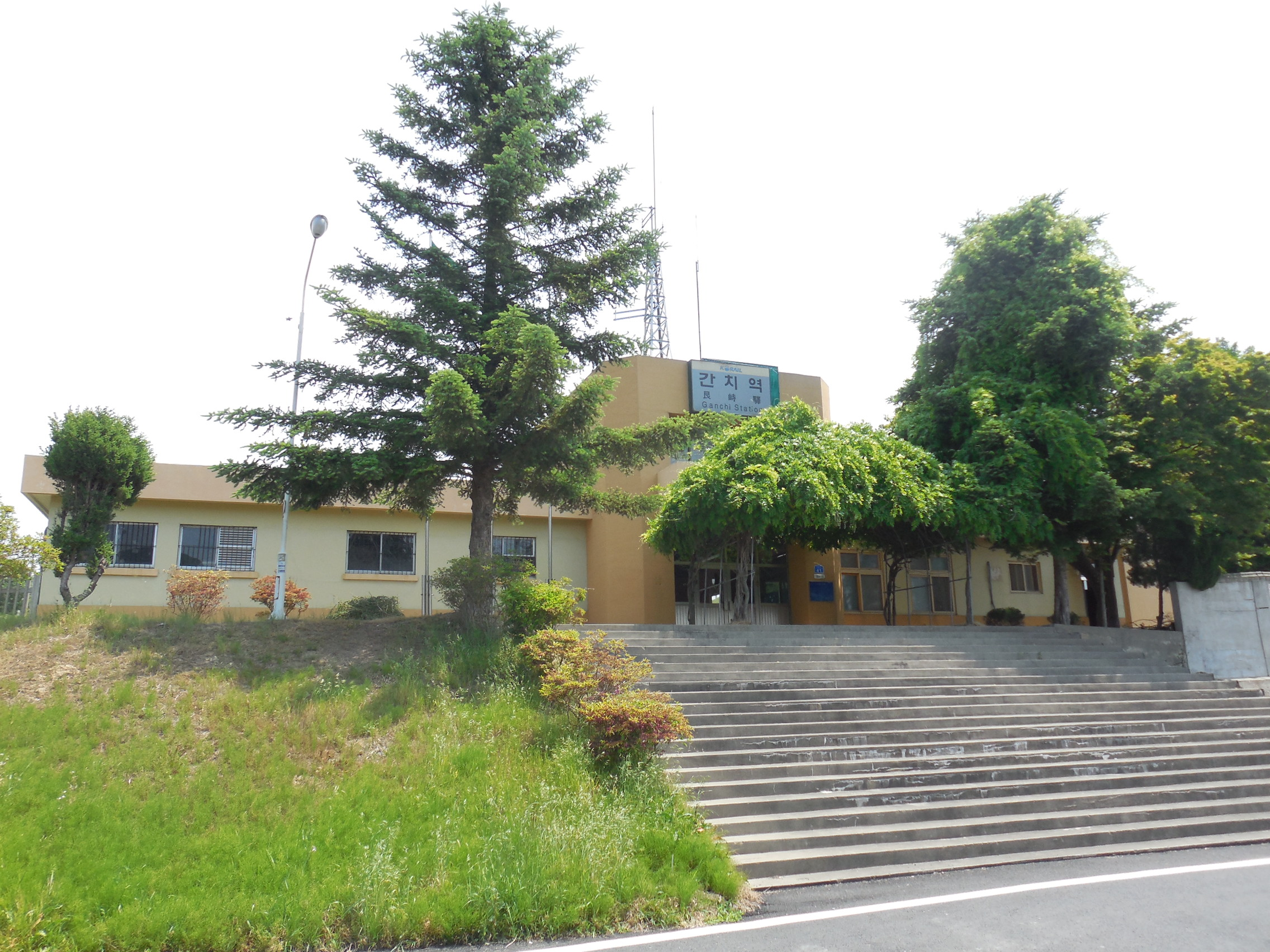
외부 역사
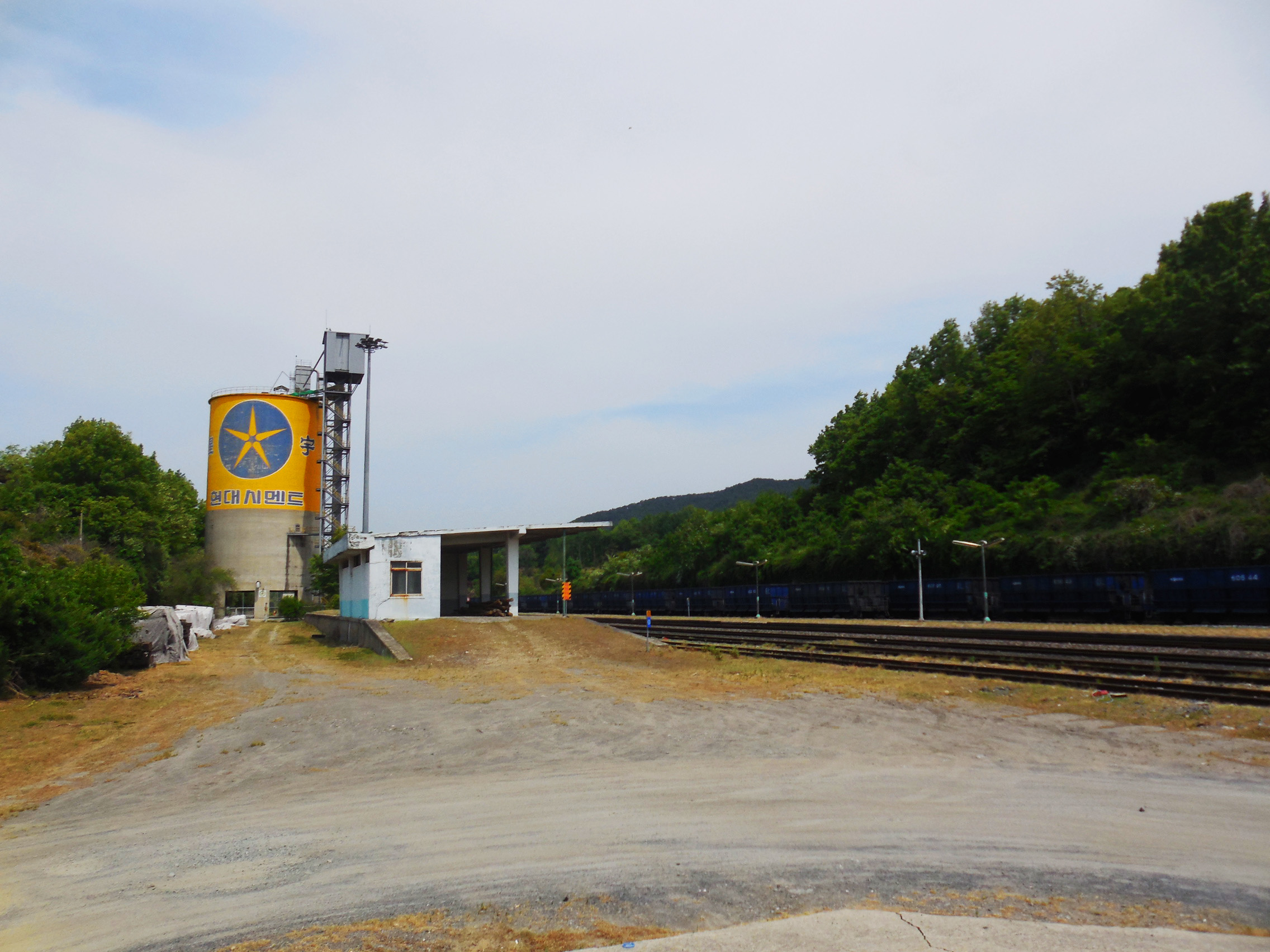
화물 승강장